# Golobranac
Golobranci su grupa morskih puževa mekog tela koji odbacuju oklop nakon stadijuma larve. Oni su poznati po svojim često izvanrednim bojama i upečatljivim oblicima, a dobili su i raznobojne nadimke koji odgovaraju tome, kao što su „klovan“, „neven“, „sjajan“, „plesač“, „zmaj“ i „morski zec“. Trenutno je poznato oko 3.000 validnih vrsta golobranaca.

## Literatura
- Thompson, T. E. (1976). Biology of opisthobranch molluscs Vol. 1. 207 pp., 21 pls. Ray Society, no. 151.
- Thompson, T. E., & G. H. Brown (1984). Biology of opisthobranch molluscs Vol. 2. 229 pp., 41 pls. Ray Society, no. 156.
- McDonald, Gary R. (7 July 2021). Institute of Marine Sciences. Bibliographia Nudibranchia, 3rd online Edition. A listing, by Author, of publications on nudibranchs.
- McDonald, Gary R. (7 July 2021). Institute of Marine Sciences. Nudibranch Systematic Index, 3rd online Edition. An index of names given to nudibranchs and their subsequent use, referenced to Bibliographia Nudibranchia.
- McDonald, Gary R. & J. W. Nybakken. (November 5, 2014). List of the Worldwide Food Habits of Nudibranchs
- Coleman, Neville (2008). Nudibranchs Encyclopedia: Catalogue of Asia/Indo-Pacific Sea Slugs. Neville Coleman's Underwater Geographic.  0-947325-41-7

## Spoljašnje veze
- Sea Slug Forum by William B. Rudman
- Nudibranchs of the British Isles
- OPK Opistobranquis – Iberian and Mediterranean Opisthobranchs
- Mediterranean slug site (actually a misnomer) – Worldwide coverage[мртва веза]
- The Slug Site, Michael D. Miller 2002–2014
- The Okinawa Slug Site
- Images, information and identification of Nudibranchs
- Nudibranch Photos by Mick Tait Архивирано на веб-сајту  (30. децембар 2017)
- Nudibranchs in their natural environment, Scuba Diving – Narooma NSW offline? 26 Nov 2014
- Nudi Pixel: Online resource for nudibranchs and sea slugs identification using photographs Архивирано 2011-05-27 на сајту
- Various nudibranch species from Indonesia, Philippines and Thailand
- Nudibranch gallery- Sergey Parinov – offline? 26 Nov 2014
- Opisthobranch Newsletter – Bibliography and portal to opisthobranch, nudibranch & seaslug information
- Scottish Nudibranchs: Online resource for identification of species found in Scottish waters
- National Geographic Nudibranch Photo Gallery
- Sea Slugs of Hawaii
- Slug City – Molluscs. Brain & Behavior, from the University of Illinois at Urbana-Champaign

### Video snimci
- Attack of the Sea Slugs at YouTube
- The Lynx Nudibranch: HD clip of Phidiana lynceus carefully consuming a hydroid Myrionema amboinense.
- Slug City – Molluscs. Brain & Behavior: many videos of nudibranchs from the University of Illinois at Urbana-Champaign